# 溴化亚铕
溴化亚铕是一种无机化合物，化学式为EuBr2。

## 制备及性质
铕在液氨中和溴化铵反应，可以得到溴化亚铕：
Eu + 2 NH4Br → EuBr2 + 2 NH3 + H2
溴化亚铕也能通过溴化铕的热分解得到：
2 EuBr3 → 2 EuBr2 + Br2
它也可由溴化铕和氨气于360 °C反应得到。
它在四氢呋喃中和硼氢化锂反应，得到无色的EuBrBH4。它与B2O3和EuB2O4的混合物共熔，可以结晶出Eu2B5O9Br。